# Яношівська сільська рада
| Яношівська сільська рада — колишній орган місцевого самоврядування у Берегівському районі Закарпатської області з адміністративним центром у с. Яноші. Сільській раді підпорядковані населені пункти: - с. Яноші - с. Балажер |

## Склад ради
Рада складається з 16 депутатів та голови.

## Керівний склад сільської ради
| ПІБ                   | Основні відомості                                                 | Дата обрання | Дата звільнення |
| --------------------- | ----------------------------------------------------------------- | ------------ | --------------- |
| Барта Марта Андріївна | Сільський голова, 1959 року народження, освіта                    | 26.03.2006   | 31.10.2010      |
| Барта Марта Андріївна | Сільський голова, 1959 року народження, освіта вища, позапартійна | 31.10.2010   |                 |

Примітка: таблиця складена за даними джерела